# Theodor Wanner

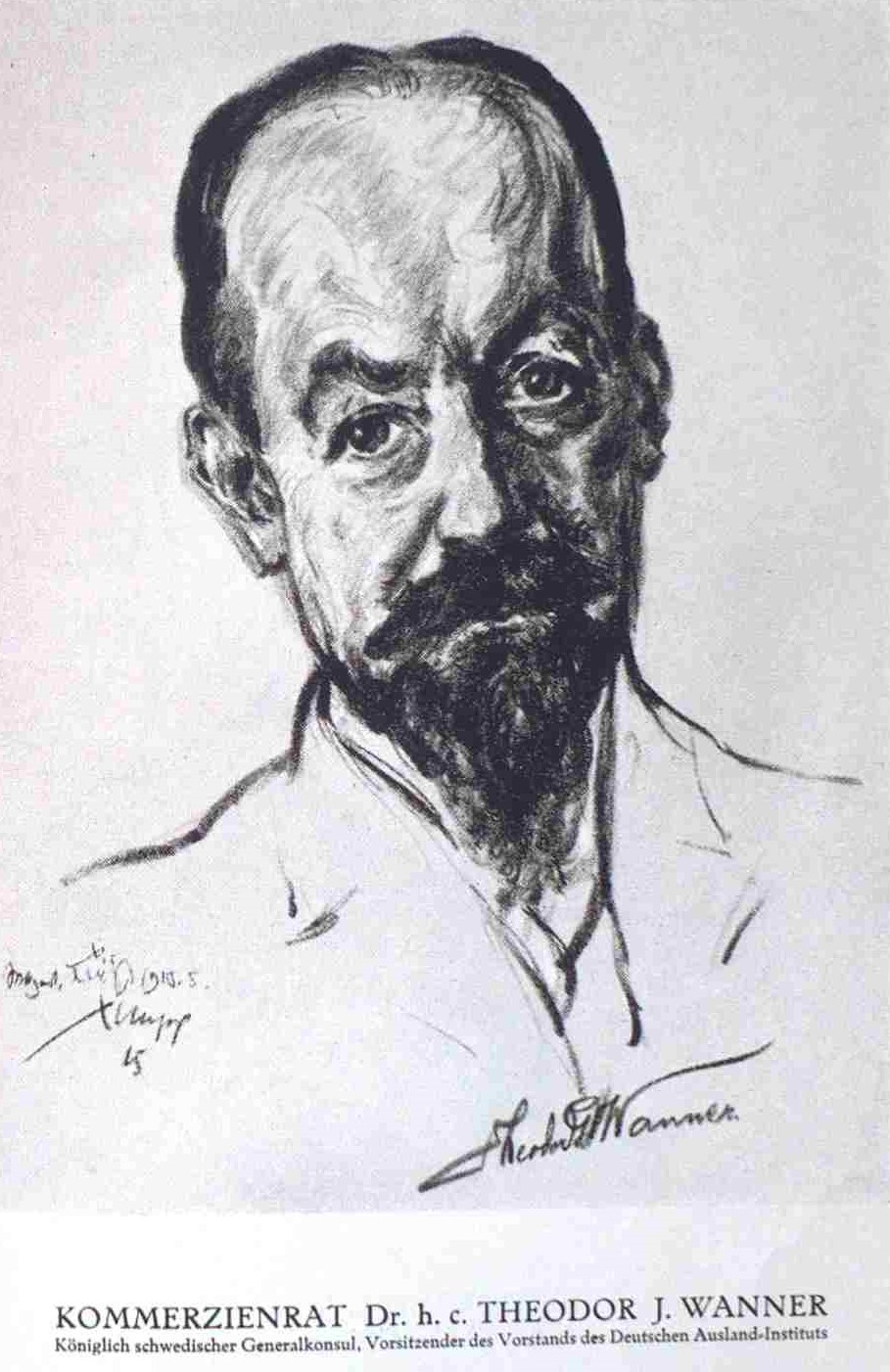
Emil Stumpp Theodor Wanner (1926)

Theodor Gustav Wanner (geboren 28. Januar 1875 in Stuttgart; gestorben 6. Juli 1955 ebenda) war ein deutscher Unternehmer, Wissenschaftsförderer und Museumsleiter. Er gründete das heutige Institut für Auslandsbeziehungen sowie die Süddeutsche Rundfunk AG und leitete das Linden-Museum für Länder- und Völkerkunde in Stuttgart.

## Jugend und Beruf
Theodor Wanner wurde am 28. Januar 1875 als Sohn des Kommerzienrates Otto Wanner geboren. Seine Schulzeit verbrachte er in Stuttgart, im Fridericianum in Davos und in Neuchâtel in der französischen Schweiz. Nach dem Schulbesuch und einem Auslandsaufenthalt in Warschau reiste der gelernte Kaufmann als Achtzehnjähriger nach London, wo er fünf Jahre blieb und als selbständiger Kaufmann tätig war. Er unternahm Reisen in die USA, Ägypten und den Sudan.

## Karriere

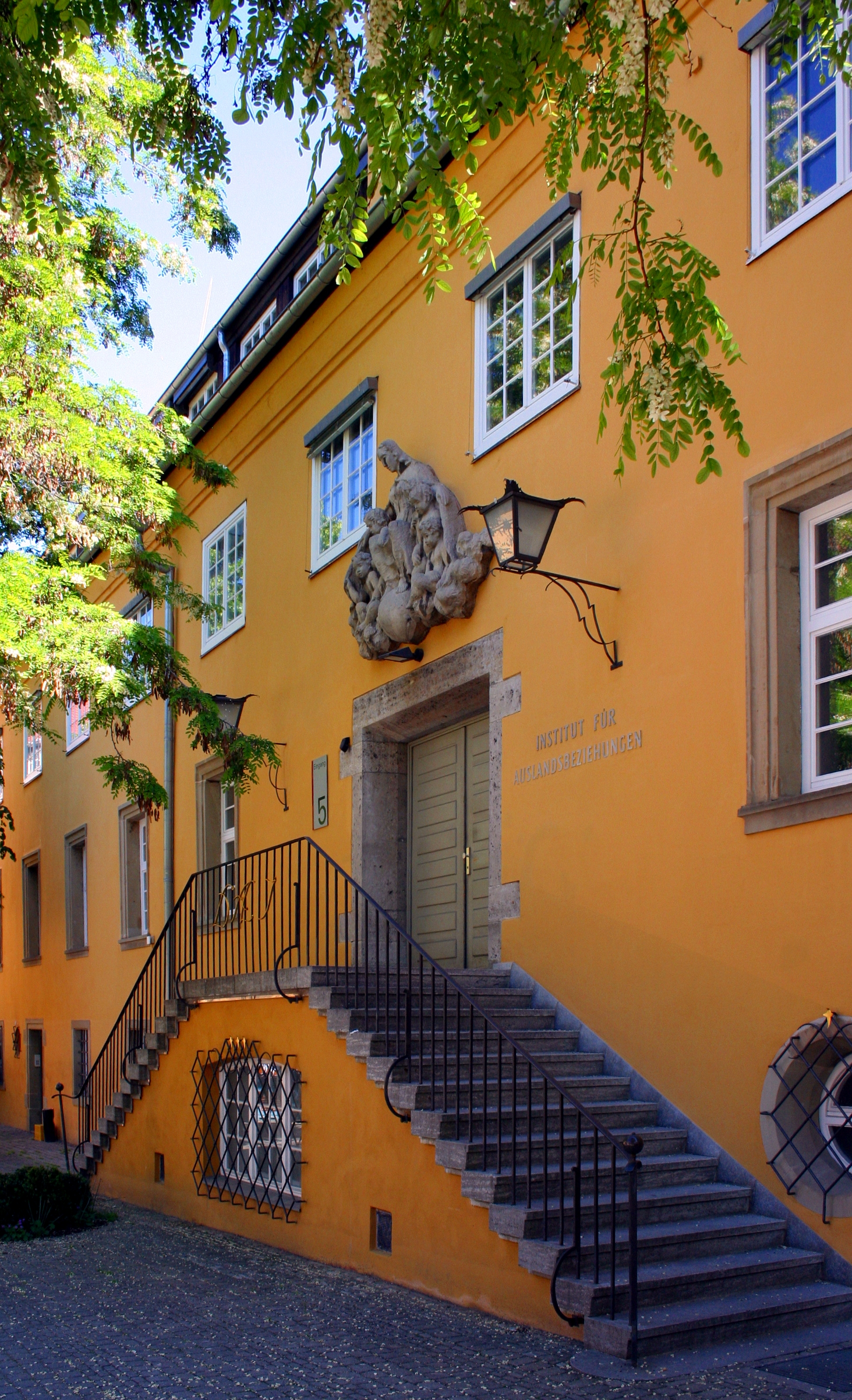
Das Haus des Deutschtums (Altes Waisenhaus) in Stuttgart war seit 1925 Sitz des von Wanner gegründeten DAI

Nach seiner Rückkehr nach Stuttgart initiierte und beteiligte er sich an der Gründung verschiedener Vereine: des Vereins für Kunstfreunde, des Schulschiffvereins, des Vereins zur Förderung der Naturaliensammlung sowie des Vereins zur Förderung der Wissenschaft. Bereits 1899 kam er mit Graf Karl von Linden (1838–1910) in Kontakt, der seit einigen Jahren eine völkerkundliche Sammlung aufgebaut hatte. Wanner trat in den Trägerverein dieser Sammlung, den Württembergischen Verein für Handelsgeographie ein und wurde dort ab 1902 Schatzmeister. Nach dem Tode von Graf von Linden wurde Herzog Wilhelm von Urach neuer Vorsitzender des Vereins für Handelsgeographie. Doch der Herzog widmete sich ausschließlich repräsentativen Aufgaben, so dass faktisch Theodor Wanner die Führung des vom Verein gegründeten Linden-Museums in Stuttgart übernahm. Er warb zudem für die notwendigen Geldmittel für den Bau am Hegelplatz. Alle Entscheidungen über Ankäufe des Museums behielt sich Wanner persönlich vor. Im Vordergrund stand nicht mehr der völkerkundliche, sondern der repräsentative Wert eines Stückes, also Alter, Seltenheit und kunsthistorische Bedeutung. Als Unternehmer in Stuttgart veranstaltete er Industrieausstellungen und förderte das völkerkundliche Museum, die Naturaliensammlung, die Gemäldegalerie und weitere Sammlungen.
Weitere Verdienste Wanners für das Linden-Museum Stuttgart lagen in den Möglichkeiten der Finanzierung des Museums und seiner Sammlungen durch seine weltweiten Kontakte und die Ermöglichung der Auslagerung der Sammlungen in ein Salzlager bei Heilbronn während des Zweiten Weltkrieges. Im Linden-Museum Stuttgart ist heute ein Veranstaltungssaal nach ihm benannt, der Wannersaal.
Im Jahr 1917 gründete er das Deutsche Ausland-Institut, um dokumentarisch zu erfassen, was über die Deutschen im Ausland publiziert wird und um den Kontakt zu den Auslandsdeutschen aufrechtzuerhalten. Daraufhin wurde er 1918 zum Mitglied für das Auswanderungswesen beim Auswärtigen Amt durch den Reichskanzler berufen. Ein Jahr später wurde er dann auch vom Reichsminister des Inneren zum Mitglied des „Beirates des Reichsamts für deutsche Einwanderung, Rückwanderung und Auswanderung beim Reichsinnenministerium“ ernannt.
Wanner war Mitbegründer des Süddeutschen Rundfunks im Jahr 1924, dem er bis 1933 vorstand. Bis 1933, genau 10 Jahre lang, war er auch stellvertretender Vorsitzender der Reichs-Rundfunk-Gesellschaft. Er trat für die Unabhängigkeit der Programmgestaltung im Rundfunk ein, auch deshalb wurde er 1933 von den Nationalsozialisten aus sämtlichen Ämtern entfernt und zur Niederlegung aller Ehrenämter gezwungen.  Am 13. März 1933 wurde er in seiner Wohnung überfallen und erlitt eine Gehirnerschütterung, die Täter wurden nie verfolgt. Auch das Deutsche Ausland-Institut wurde gleichgeschaltet und zum „Planungszentrum der Volkstumspolitik des Staates“.
Theodor Wanner wurde 1951 Ehrenvorsitzender des, nach Kriegsende umbenannten, Instituts für Auslandsbeziehungen. Er selbst wurde nach dem Kriegsende zwar kurzzeitig verhaftet, aber im Entnazifizierungsverfahren als „nicht betroffen“ eingestuft, da er kein Parteimitglied der NSDAP war.

## Auszeichnungen und Ehrentitel
1910 wurde Wanner zum königlichen schwedischen Honorarkonsul für das Land Württemberg in Stuttgart ernannt. Nur ein Jahr später wurde er auch belgischer Honorarkonsul. Im Mai 1944 wurde ihm das Exequatur als Wahl-Generalkonsul von Schweden auf Betreiben Adolf Hitlers aberkannt und Wanner abberufen. Die Universität Tübingen verlieh ihm 1919 den Ehrendoktortitel und 1927 den Titel eines Ehrensenators.
Im Jahr 1951 wurde er Ehrenvorsitzender des Instituts für Auslandsbeziehungen.

## Privates

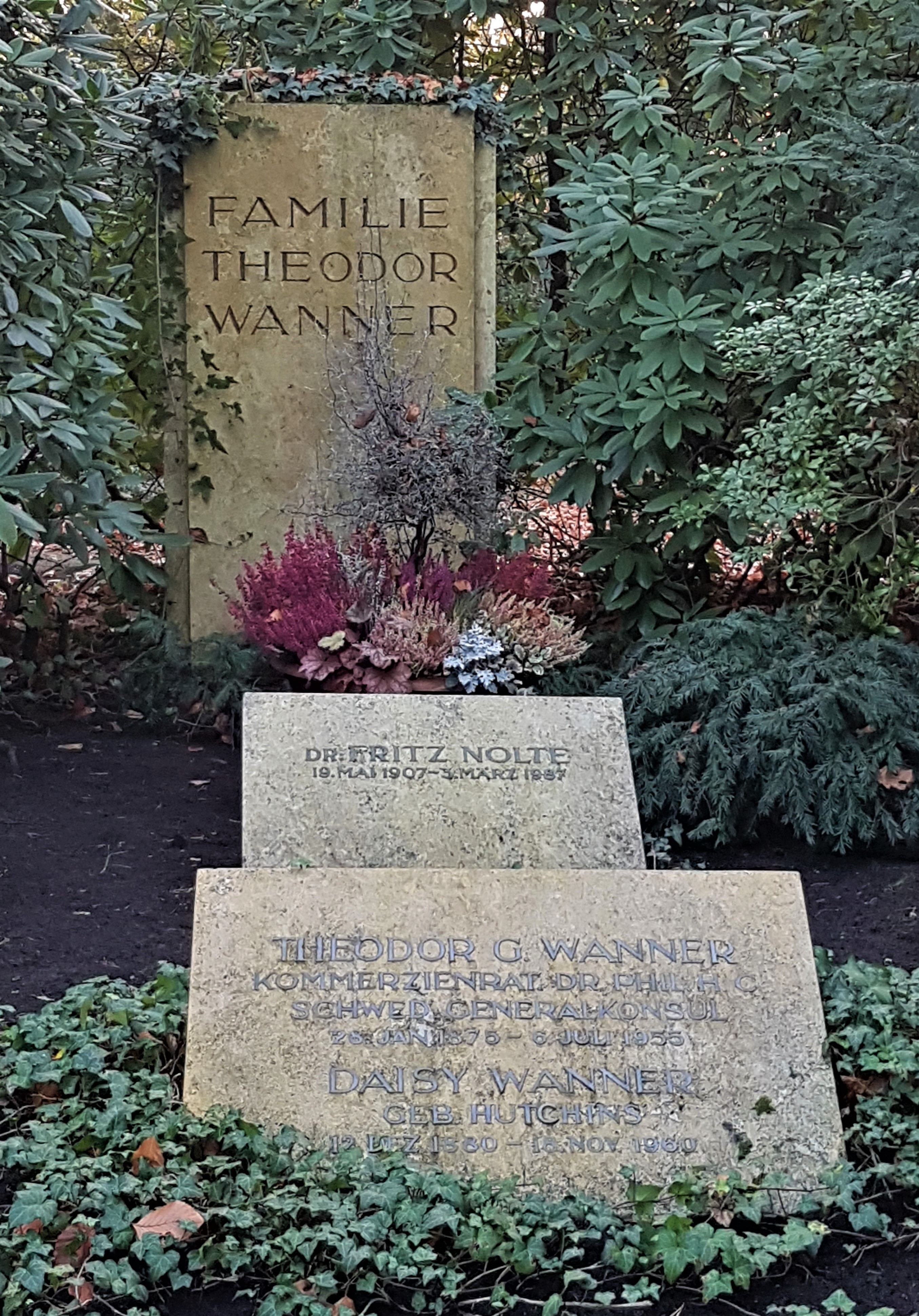
Grabmal auf dem Stuttgarter Waldfriedhof

Theodor Wanner war mit Daisy Wanner, geb. Hutchins (1880–1960) verheiratet, mit der er fünf Töchter hatte. Seine letzte Ruhestätte fand er auf dem Stuttgarter Waldfriedhof.

## Theodor-Wanner-Preis
Bis 2019 verlieh das Institut für Auslandsbeziehungen jährlich den mit 10.000 EUR dotierten Theodor-Wanner-Preis an Personen, die sich mit ihrem wissenschaftlichen, gesellschaftlichen oder unternehmerischen Engagement um den Dialog der Kulturen verdient gemacht haben. Seit 2021 lautet der Titel der Auszeichnung „ifa-Preis für den Dialog der Kulturen“.